# Gideon Pillow
 (juillet 2019).
Si vous disposez d'ouvrages ou d'articles de référence ou si vous connaissez des sites web de qualité traitant du thème abordé ici, merci de compléter l'article en donnant les références utiles à sa vérifiabilité et en les liant à la section « Notes et références ».
Gideon Johnson Pillow (8 juin 1806 – 8 octobre 1878 à Helena, dans l'Arkansas) était un juriste américain, politicien, général de l'US Army puis général de l'Armée des états confédérés lors de la guerre de Sécession.

## Jeunesse
Pillow est né dans le comté de Williamson (Tennessee). Il étudie à l'université de Nashville, obtient une licence de droit en 1827 et pratique dans la ville de Columbia (Tennessee), où il est l'associé du futur Président des États-Unis James K. Polk. Il sert dans la Milice du Tennessee en tant que brigadier-général de 1833 à 1836.

## Guerre américano-mexicaine

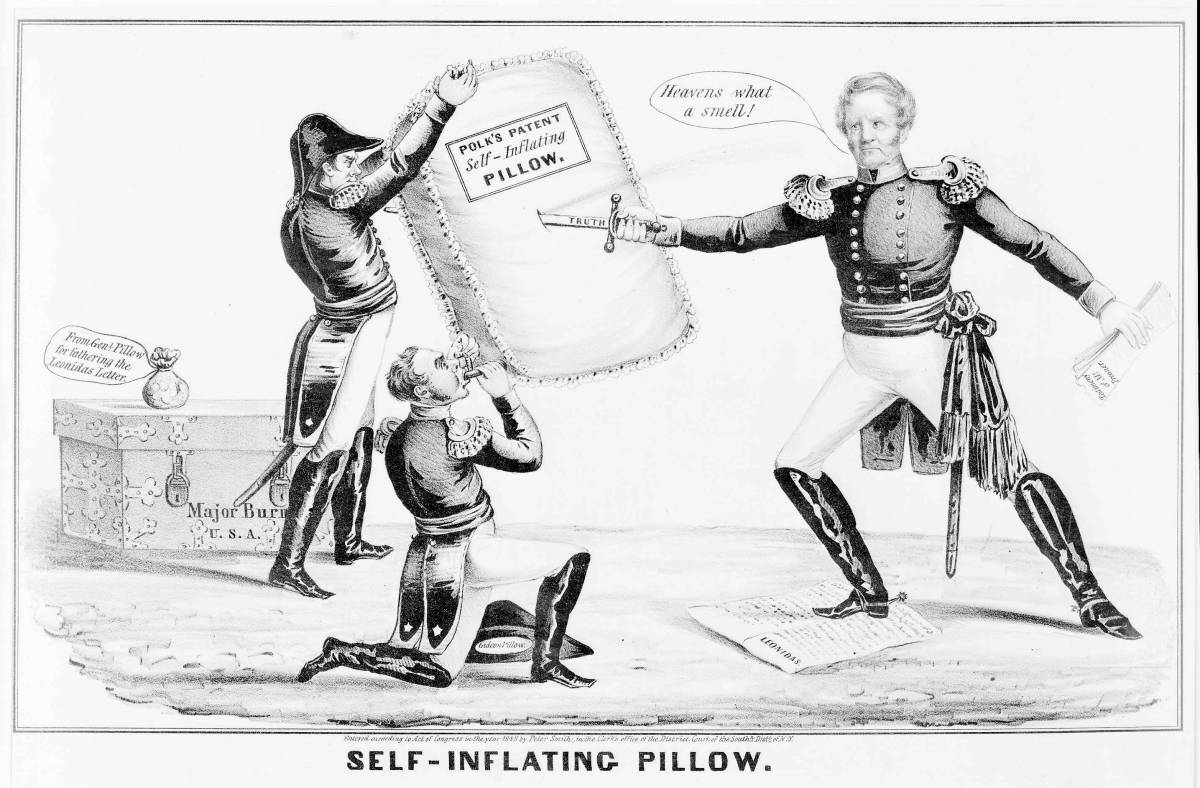
Dessin de presse de l'époque brocardant les efforts de Pillow pour discréditer le général Winfield Scott.

Lors de la guerre américano-mexicaine, Pillow rejoint l'US Army en tant que brigadier-général en juillet 1846 puis le Président Polk le promeut au grade de major-général le 13 avril 1847. Il est blessé au bras droit lors de la bataille de Cerro Gordo et à la jambe gauche lors de celle de Chapultepec.
Pendant la guerre, il est en conflit avec le commandant des forces américaines au Mexique, le général Winfield Scott. Une lettre anonyme — probablement écrite par Pillow —, signée « Leonidas », est publiée dans le New Orleans Delta le 10 septembre 1847, attribuant à Pillow tout le mérite des récentes victoires de Contreras et Churubusco, batailles qui ont été gagnées par Scott. Quand l'intrigue de Pillow est découverte, il est arrêté par Scott et déféré devant une cour martiale. Polk, protecteur de Pillow, rappelle alors Scott à Washington. Lors du procès qui commence en mars 1848, le major Archibald W. Burns, un officier payeur, revendique la paternité de la lettre signée « Leonidas » sur ordre de Pillow. Ce dernier échappe donc à tout châtiment, mais est licencié de l'armée en juillet 1848.
L'antagonisme de Pillow pour Scott se reflète à nouveau lors de l'élection présidentielle de 1852, lorsqu'il s'oppose à la candidature de Scott, en soutenant l'un de ses anciens subordonnés lors de la guerre américano-mexicaine, Franklin Pierce. Pillow tente alors d'obtenir l'investiture à la vice-présidence, mais il n'est pas nommé. Il essaye et échoue à nouveau en 1856.

## Guerre de Sécession
Bien qu'il se soit opposé à la sécession, Pillow rejoint la Confédération immédiatement après le début de la guerre de Sécession, comme major-général de la Milice du Tennessee le 9 mai 1861. En juillet, il est nommé brigadier-général de l'Armée des états confédérés et reçoit le commandement d'une unité qui est brièvement nommée Army of Liberation (Armée de libération). Il est ensuite sous les ordres du général Albert Sidney Johnston sur le théâtre d'opération de l'Ouest. Son premier combat contre l'armée de l'Union a lieu lors de la bataille de Belmont, en novembre. Il affronte le brigadier-général Ulysses S. Grant, dont c'est aussi la première bataille lors de cette guerre. Elle est considérée comme une victoire confédérée, bien qu'elle ne soit pas vraiment concluante. Cependant, le Congrès de la Confédération vote des félicitations à Pillow et ses troupes, le 6 décembre 1861 :

« ... pour le courage désespéré dont ils ont fait preuve en résistant pendant des heures, et dans les plus désavantageuses circonstances, à l'attaque d'une force ennemie grandement supérieure à la leur, aussi bien en nombre qu'en moyens; et pour leur talent et leur vaillance qui ont converti ce qui menaçait d'être un désastre en un triomphe victorieux. »

Pillow démissionne de l'armée le 28 décembre à la suite d'une dispute avec le major-général Leonidas Polk, mais il réalise vite qu'il s'agit d'une décision irréfléchie et obtient l'annulation de sa démission par le Président des États confédérés Jefferson Davis.
Lors de son retour, on lui donne le commandement de Fort Donelson, une installation cruciale qui protège la Cumberland River. C'est un commandement qui ne dure guère, trois autres brigadiers généraux sont assignés au fort. L'un d'entre eux, John B. Floyd, ancien gouverneur de Virginie et ministre de la guerre de James Buchanan, surpasse Pillow, qui se retrouve ainsi dans la position non officielle de second.
Pendant la bataille de Fort Donelson, Pillow éclipse le général qui avait le commandement formel de l'aile gauche, le brigadier-général Bushrod Johnson, et conduit cette aile dans un assaut surprise, le 15 février 1862, avec l'intention d'ouvrir une issue de secours aux troupes confédérées du fort assiégé.
Bien que l'assaut contre l'armée de Ulysses S. Grant soit un succès, Pillow inexplicablement retire ses hommes de leurs positions avancées et les ramène dans les tranchées pour qu'ils puissent y être réapprovisionnés avant de s'échapper, perdant ainsi le terrain qu'ils ont si difficilement conquis le matin même. Floyd et les autres généraux sont furieux contre Pillow, mais il est trop tard pour corriger son erreur. Lors d'un conseil de guerre au matin du 6 février, les généraux s'accordent pour se rendre. Floyd, qui craint d'être poursuivi pour trahison s'il est capturé remet le commandement de l'armée à Pillow, qui a les mêmes craintes et remet le commandement à Simon Bolivar Buckner. Pillow s'échappe pendant la nuit par la Cumberland River sur une petite embarcation ; Floyd fait de même, emmenant avec lui deux régiments de ses troupes de Virginie avant que Buckner ne se rende à Grant.
Des historiens jugent qu'Ulysses S. Grant a été trop précipité lors de son assaut du Fort Donelson alors qu'il ne possédait pas une supériorité écrasante. Cependant sa connaissance de Gideon Pillow a été un facteur de sa confiance dans la réussite de cet assaut. Comme il l'écrit dans ses mémoires :

« J'ai connu le général Pillow au Mexique, et jugé que quelles que soient mes forces, peu importe leur faiblesse, je pouvais avancer à portée de fusil d'un quelconque retranchement qu'on lui ait ordonné de tenir. Je le dis à mes officiers sur le moment. Je savais que Floyd était aux commandes, mais il n'était pas un soldat, et j'ai jugé qu'il ne pourrait entraver les prétentions de Pillow. »

Pillow commande ensuite la 3e division de l'Armée du Centre Kentucky, mais est suspendu de son commandement sur ordre de Jefferson Davis le 16 avril pour « de graves erreurs de jugement dans les opérations militaires qui résultèrent en la reddition de l'armée » (à Donelson). Il ne reçoit dès lors plus de commandement au feu. Il dirige le bureau de conscription de l'armée du Tennessee et, en 1865, est nommé commissaire général des prisonniers. Il est capturé par les troupes de l'Union à Union Springs (Alabama), le 20 avril 1865, puis libéré sur parole à Montgomery (Alabama), en mai. Le pardon présidentiel lui est accordé le 28 août 1865.

## Après guerre
Après la guerre, Pillow fait faillite. Il fonde ensuite un bureau d'avocat profitable à Memphis, en tant qu'associé de l'ancien gouverneur Isham G. Harris. Il est mort près de Helena (Arkansas) et est enterré dans le cimetière Elmwood à Memphis.